# Любительский
Люби́тельский — хутор в составе Минераловодского района (городского округа) Ставропольского края России.

## География
Расстояние до краевого центра: 97 км. Расстояние до районного центра: 33 км.

## История
До 2015 года хутор Любительский находился в составе муниципального образования «Сельское поселение Перевальненский сельсовет» Минераловодского района Ставропольского края.

## Население
| 1989 | 2002 | 2010 | 2014 |
| ---- | ---- | ---- | ---- |
| 211  | ↗244 | ↘200 | →200 |

По данным переписи 2002 года, в национальной структуре населения русские составляли 30 %, чеченцы — 54 %.

## Люди, связанные с хутором
- Колбаса, Михаил Ефремович (1908, хутор Любительский — 1945) — Герой Советского Союза.